# Jefferson County, Washington
Jefferson County är ett county i delstaten Washington, USA. Den administrativa huvudorten (county seat) är Port Townsend.
En del av Olympic nationalpark ligger i countyt.

## Geografi
Enligt United States Census Bureau så har countyt en total area på 5 655 km². 4 699 km² av den arean är land och 956 km² är vatten.

### Angränsande countyn
- Island County, Washington - nordöst
- Kitsap County, Washington - sydöst
- Mason County, Washington - syd/sydöst
- Grays Harbor County, Washington - syd/sydväst
- Clallam County, Washington - nordväst
- San Juan County, Washington - nordöst